# Ireland Baldwin
Ireland Eliesse Baldwin (nascida a 23 de outubro de 1995), também conhecida como Ireland Basinger Baldwin, é uma modelo norte-americana. Baldwin iniciou a sua carreira em 2013, participando no filme Grudge Match - Ajuste de Contas e posando para revistas como a Grazia. Baldwin é também uma defensora dos direitos animais, tendo posado para a PETA 24 anos após a sua mãe, Kim Bassinger.

## Infância
Baldwin nasceu em Los Angeles, filha dos atores Alec Baldwin e Kim Basinger, sobrinha dos atores Stephen, Daniel e William Baldwin e prima da modelo Hailey Bieber. Ireland tem três meias-irmãs mais novas: Carmen, Lucia e Ilaria e quatro meio-irmãos: Rafael, Leonardo, Romeo e Eduardo; através do 2º casamento de seu pai.
Em 2007, aos 11 anos, Ireland ganhou atenção da mídia após ser publicamente divulgada uma mensagem de voz em que o seu pai lhe chamava "porquinha rude e imprudente".

## Carreira
Baldwin tornou-se modelo da IMG Models a março de 2013. Em abril, fez a sua estreia como modelo num editorial de roupa de praia para o New York Post. Em maio, apareceu na edição It Trend, It Girl da W Magazine. Baldwin foi eleita It Girl de junho da Vanity Fair, sendo fotografada por Patrick Demarchelier. A sua primeira aparição como capa de revista foi para a 2ª edição da Beach da Modern Luxury em julho, num biquíni branco. Baldwin foi entrevistada pela Elle na sua edição de setembro de 2013, num editorial fotografado por Thomas Whiteside e estilizado por Joe Zee. Apareceu ainda num editorial para a DuJour, fotografada por Bruce Weber. Baldwin fez a sua estreia como atriz no filme Grudge Match - Ajuste de Contas, interpretando a versão jovem da personagem de Kim Basinger, Sally.
Em 2014, Baldwin começou a estudar cinematografia e representação na New York Film Academy. Compareceu à 86ª Cerimónia dos Oscars como correspondente de mídia da Entertainment Tonight, ao lado de Nancy O'Dell e Joe Zee.
Em abril de 2015, após tratamento num centro de reabilitação, Baldwin abandonou a IMG, assinando com a DT Model Management em junho do mesmo ano.
Em 2017, Baldwin apareceu em campanhas publicitárias para a True Religion e para a Guess. Em maio, apareceu nas capas das revistas Elle Bulgária, L'Officiel Ucrânia e Marie Claire México. Baldwin protagonizou o filme Campus Caller interpretando Macey Duncan.
Em 2018, Ireland posou nua para a campanha publicitária anti-peles da PETA "Prefiro Ficar Nua a Usar Pele", 24 anos após a sua mãe fazer o mesmo. No vídeo promocional da campanha, Baldwin afirmava ter uma política de "sem peles" no seu contrato de modelo. Em setembro, Baldwin foi fotografada por Yu Tsai para a capa da Grazia.
Em 2019, Baldwin foi contratada como DJ ao lado de Caroline D'Amore para o 3º aniversário do restaurante Norah, embora tenha esclarecido "definitivamente não ser DJ a tempo inteiro". Em setembro, Baldwin foi novamente contratada como DJ para a festa de piscina anual de caridade da Smile Train. Ireland participou ainda no Comedy Central Roast do seu pai Alec.

## Vida pessoal
Em 2014, Baldwin mantinha uma relação com a rapper Angel Haze, que, em 2015, lhe dedicou a sua música Candlxs. Meses depois, Baldwin terminou o relacionamento, antes de se internar no Centro de Recuperação Soba de Malibu devido a "trauma emocional".
Em 2018, Baldwin começou a namorar com o músico Corey Harper.
Em 2019, Baldwin revelou num story do Instagram sobre a Lei de Proteção à Vida Humana que havia sido vítima de agressão sexual, acrescentando que é uma sobrevivente e que "um dia revelará a verdadeira história" e que, na altura da agressão, começou a depender de substâncias, acabando por "sabotar" a sua carreira. Em 2022, publicou mais detalhes através do TikTok, esclarecendo que, na adolescência, foi violada enquanto estava inconsciente. Além disso, revelou ter realizado um aborto em circunstâncias não relacionadas, "porque eu sei exatamente como é ser filha de duas pessoas que se odiavam" - exprimindo a sua oposição à decisão tomada no caso Dobbs v. Jackson.
Baldwin mantém, desde 2021, um relacionamento com o músico luso-americano André Allen Anjos, mais conhecido como RAC. A 31 de dezembro de 2022, Ireland anunciou no Instagram que o casal está à espera do 1º filho juntos.